# شهرستان شیانگهه
شهرستان شیانگهه (به لاتین: Xianghe County) یک شهرستان‌های جمهوری خلق چین در چین است که در لانگ فنگ واقع شده‌است.
 شهرستان شیانگهه ۴۵۸ کیلومتر مربع مساحت و ۳۱۰٬۰۰۰ نفر جمعیت دارد.